# گمتی
گمتی (به انگلیسی: Gamèti) یک منطقهٔ مسکونی در کانادا است که در قلمروهای شمال غرب واقع شده‌است. گمتی ۲۵۳ نفر جمعیت دارد و ۲۲۰ متر بالاتر از سطح دریا واقع شده‌است.